# Daphnis et Chloé (Offenbach)

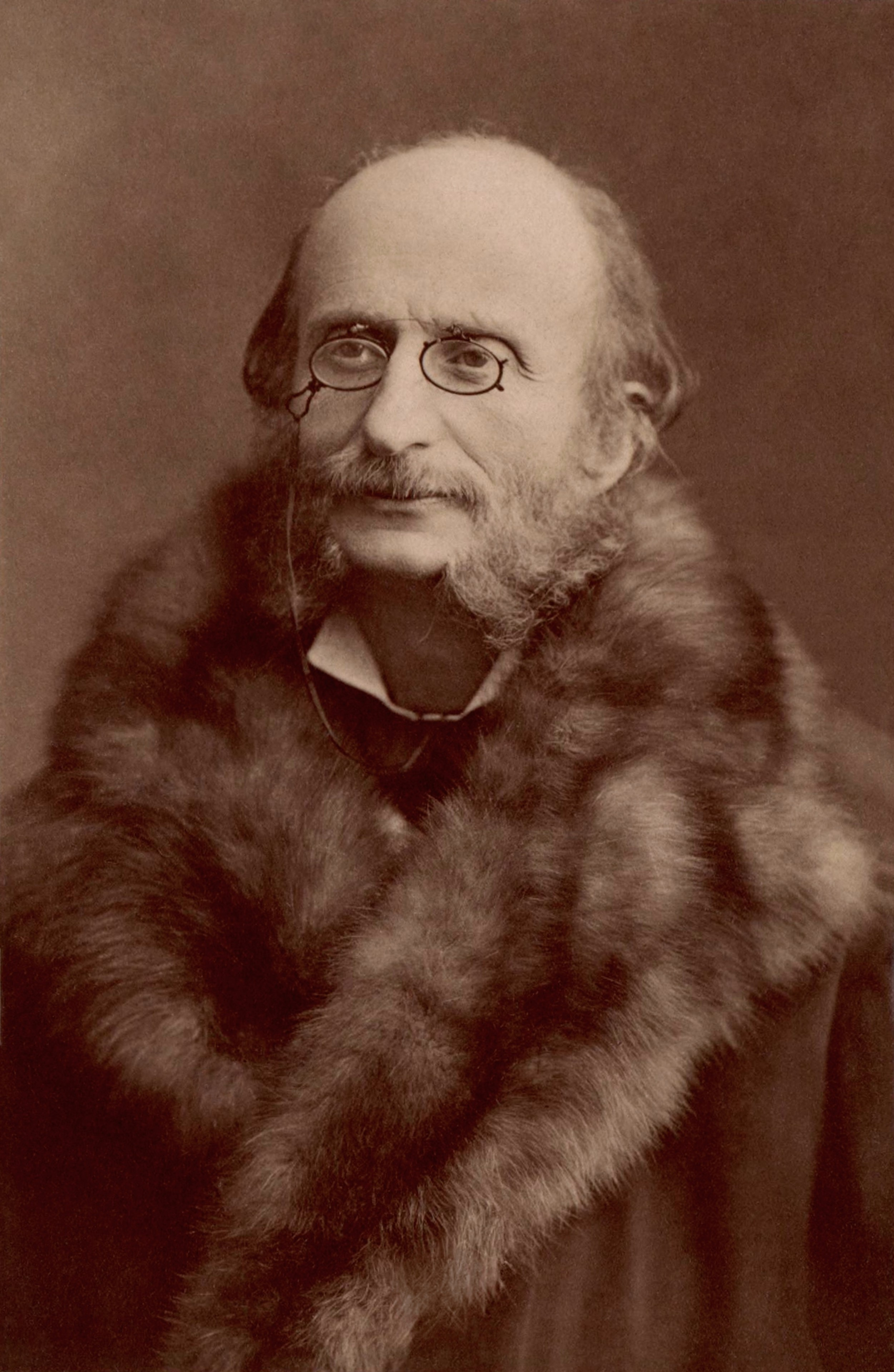
Jacques Offenbach

Daphnis et Chloé är en operett i en akt med musik av Jacques Offenbach och libretto av Clairville (alias för Louis-François Nicolaïe, 1811–1879) och Jules Cordier (alias för Éléonore Tenaille de Vaulabelle efter historien om Dafnis och Chloé av Longos, senare bearbetad som pjäs på Théâtre du Vaudeville 1849.

## Historia
Daphnis et Chloé hade premiär den 27 mars 1860 på Théâtre des Bouffes-Parisiens i Paris. Till nypremiären 1866 sjöng sångare Léonce rollen som Pan och Delhine Ugalde rollen som Daphnis; Collas sjöng rollen som Chloé.
1907 arrangerades stycket av kompositören André Bloch och framfördes som Myrianne et Daphné på Opéra de Monte-Carlo med 'Tate' (Maggie Teyte) som Tyrius, Edmond Clément som Myrianne och Hector Dufranne som Alphésibée.

## Personer
| Roller               | Röststämma  | Premiärbesättning 27 mars 1860, (Dirigent: Jacques Offenbach) |
| -------------------- | ----------- | ------------------------------------------------------------- |
| Pan, guden           | bas         | Désiré                                                        |
| Chloé, en herdinna   | sopran      | Collas                                                        |
| Daphnis, en herde    | mezzosopran | Juliette Beau                                                 |
| Calisto, en backant  | sopran      | Marie Cico                                                    |
| Xantippe, en backant |             | Marguerite Chabert                                            |
| Locoë, en backant    |             |                                                               |
| Aricie, en backant   |             |                                                               |
| Eriphyle, en backant |             |                                                               |
| Amalthée, en backant |             |                                                               |
| Niobé, en backant    |             |                                                               |

## Handling
En pastoral scen i antikens Grekland
Backanter, observerade av en staty av Pan, diskuterar Daphnis som de alla är förälskade i. När de försvinner avslöjar Pan att han är förföljd av den blyga men stolta Chloé, som snart kommer in med en lamm. Medan hon väntar på sitt kärleksmöte med Daphnis förolämpar hon den lyssnande Pan. Daphnis erkänner för Chloé att när han är ensam tänker han bara på henne - och hon detsamma. De bestämmer att skaffa pipor så de kan förena sig med herdarna och herdinnornas i deras danser; Pan kastar en flöjt i Daphnis knä, men den går inte att spela på. Pan hånar de älskande. När Chloé rusar iväg till sin flock förföljer Pan henne medan Daphnis försöker drömma om henne.
Backanterna återvänder och förhindrar Daphns från att gå; de övertygar honom att botemedlet mot hans kärlekssjuka är att ta en älskarinna. De försöker fresta honom, men han är ståndaktigt så de ger honom vatten från floden Lethe för att få honom att glömma henne. Pan rusar in och de flyr genom att ta med sig Daphnis. Pan tar muggen med vatten precis när Chloé återvänder. Han smickrar henne och försöker lära henne vad hon ska göra med en älskar. Efter några kyssar tar Pan ett klunk av vattnet och glömmer allt. Daphnis återvänder efter några lektioner av backanterna, men väntar med sista lektionen tills i morgon. De tackar backanterna med en dans, och ber publiken att vara tålmodig och stilla, som små lamm.